# BK Donezk
Der BK Donezk (ukrainisch БК Донецьк) ist ein ukrainischer Profibasketballverein in Donezk. Der Club spielt in der ukrainischen Superliga.

## Geschichte
Schon zu Zeiten der Sowjetunion gab es in Donezk einen Basketballverein unter dem Namen „Schachtjor“. Der Club galt als eine Pokalmannschaft. Nach der Unabhängigkeit der Ukraine belegte „Schachtjor“ mehrmals den zweiten und dritten Rang in der ukrainischen Meisterschaft und spielte 24-mal in den Europapokalen.
Nach Auflösung von „Schachtjor“ entstand 2006 die Idee den ersten professionellen Basketball-Klub in Donezk zu gründen. Nach seiner Gründung schaffte der Klub sofort den Durchmarsch durch zwei untere Liegen und spielt seit 2008 in der ukrainischen Superliga. Seitdem schaffte es der Donezk zweimal den zweiten Platz in der ukrainischen Meisterschaft zu belegen (2009, 2011). In der Saison 2011/12 gewann Donezk zum ersten Mal die ukrainische Meisterschaft.

## Ehemalige und aktuelle Spieler
- Demetrius Alexander

- Branko Cvetković

- Kyrylo Fessenko
- Luis Alberto Flores

- Maksym Pustoswonow

- Darius Songaila
- Vojdan Stojanovski

- P. J. Tucker

- Giorgi Zinzadse

## Erfolge
- Ukrainischer Meister: 2012
- Ukrainische Vizemeisterschaft (2×): 2009, 2011